# Duda Andrade
Duda Andrade, nome artístico de Eduardo Felipe Andrade (Florianópolis, 3 de março de 1985) é um guitarrista, compositor e produtor musical brasileiro de música gospel.  
Cresceu em Joinville, Santa Catarina, onde começou sua trajetória musical. Filho de um bancário e de uma professora de artes, começou a tocar violão aos oito anos e, aos doze, ganhou sua primeira guitarra. Estudou Teoria Musical e Violão Popular na Casa da Cultura de Joinville e se desenvolveu tocando na igreja e integrando bandas locais.  
Em 2003, foi convidado pelo produtor Emerson Pinheiro para integrar a banda Quatro por Um e se mudou para o Rio de Janeiro. Durante treze anos, participou das produções do grupo, lançando oito álbuns, dos quais dois receberam certificação de Disco de Ouro e um de Disco de Platina. Em 2016, o grupo encerrou suas atividades, marcando o fim de um ciclo importante na música gospel nacional.  
Além de sua atuação no Quatro por Um, colaborou em álbuns de diversos artistas do segmento gospel, como Emerson Pinheiro, no disco Adorarei, Voices, no álbum Acústico, e Davi Sacer, na obra No Caminho do Milagre. Também lançou projetos autorais, como a coletânea House Studio e seu primeiro álbum solo instrumental, chamado Instrumental Project.
Além de músico, Duda se estabeleceu como produtor musical, atuando em projetos diversos enquanto seguia sua carreira como guitarrista. Em 2018, foi ordenado pastor junto com sua esposa Marcelle, com quem é casado desde 2012 e tem três filhos: Vicente, Lorenzo e Benício  
. Atualmente, ambos servem na igreja local na área de criatividade e juventude.  
Apaixonado por sua vocação, Duda acredita que foi chamado por Deus para cumprir sua missão, mantendo uma carreira ativa como guitarrista, produtor e pastor.

## Discografia
- 2024

Nova Igreja Music
ÁLBUM ME RENDO A ESSE AMOR
Davi Sacer
SINGLE TU ÉS BOM AO VIVO
Nathália Braga
SINGLE A GLÓRIA QUE VIRÁ
Rachel Novaes feat Fernandinho
SINGLE MIL MOTIVOS AO VIVO NO EUA
Samuel Miranda & Samuel Messias
SINGLE VEM DE DEUS AO VIVO
- 2023

Fernanda Brum -
ÁLBUM ONDE O FOGO NÃO APAGA AO VIVO
Aline Barros
ÁLBUM 3O ANOS VL. 1
Paulo César Baruk & Marsena
SINGLE CLAMO JESUS
Fernanda Brum
SINGLE ORAI POR TODAS AS CRIANÇAS
Daniel Lüdtke
SINGLE ENTREGA E CONFIA
Paulo Neto
SINGLE SOU EU
Videira Music
EP TRÊS
- 2022

Nova Igreja Music
EP PERFEITO SACRIFÍCIO
Central 3 feat Gabriela Rocha
SINGLE EMANUEL
Kleber Lucas
SINGLE JESUS TE AMO
Weslei Santos
EP PRA TODO MUNDO CANTAR
Samuel Messias
SINGLE GERADO NO ALTAR
Aline Barros
ÁLBUM MINHA ORAÇÃO
Fernanda Brum
EP REUNION 2
2021
Nova Igreja Music
EP NOME MAIOR
Anderson Freire
ÁLBUM SEGUIR TEU CORAÇÃO
Fernanda Brum
EP REUNION 1
Jefferson e Suellen
SINGLE VEM ME BUSCAR
Aline Barros
SINGLE IMENSURÁVEL
Weslei Santos
SINGLE MARANATA
Fernanda Brum
SINGLE JARDIM
Sarah Beatriz
SINGLE CANTA
Fernanda Brum
SINGLE QUANDO EU CHEGAR LÁ
Marine Friesen
SINGLE TOCA-ME
Jefferson e Suellen
SINGLE NO SILÊNCIO
Dilson e Débora
SINGLE DO NADA FAÇO TUDO
2020
Isadora Pompeo
SINGLE VOCÊ NÃO CANSA
Fernanda Brum
SINGLE AR
Julia Vitória feat Gabriel Guedes
SINGLE ESPERANÇA
Thaiane Seghetto feat Isaías Saad
SINGLE NADA PARA MIM
Julia Vitória feat Hananiel Eduardo
SINGLE MEU ABRIGO
Arianne
SINGLE MILAGRE
Eyshila
SINGLE FILHO
Avivah
SINGLE A MESA ESTÁ PRONTA
Gabriel Guedes feat Nívea Soares
Single A Bênção
Isadora Pompeo
Single História
Thaiane Seguetto feat Julia Vitória
Single Perto Eu Quero Estar
Paulo César Baruk
Single Lá
Jozyanne
Single Incansável
Lilian Lopes
Single Cordeiro Imolado
Paulo César Baruk
SINGLE NOVO
2019
SINGLE O SENHOR É BOM
Aline Barros
EP REINO
Weslei Santos
EP PRA TODO MUNDO CANTAR
Fernanda Brum
CD TERCEIRO CÉU
Ministério Atitude
SINGLE DERRAMA TUA GLÓRIA
Pr. Lucas
EP Dono De Todas As Canções
Midian Lima
EP NÃO PARE
Dilson e Débora
CD CHORAR TAMBÉM É ORAR
Pedras Vivas
EP RASGUE OS CÉUS
Mariana Valadão
CD PAZ
Rafael Bitencourt
EP LIVE
2018
Duda Andrade
SINGLE MAIOR ATO DE AMOR
Julia Vitória
SINGLE DE DENTRO PRA FORA
Aline Barros
EP VIVA
Catarina Santos
CD TUA PRESENÇA
Isadora Pompeo
SINGLE COMO NUNCA ANTES
Lagoinha Worship
SINGLE GRATO SOU
Ana Beatriz
CD VER VOCÊ
Ministério Eterna Adoração
EP SANTO
Lagoinha Worship
SINGLE MAIS
Dilson e Débora
LIVE PERTO DE MIM
Gabriela Gomes
SINGLE O MEU PAI É BOM
Marcos Freire Feat Kemilly Santos
SINGLE FARÁS OUTRA VEZ
Lilian Lopes
CD DEUS É COMIGO
Rafael Bitencourt
SINGLE OUSADO AMOR
Ministério Coração Abrasado
EP TU PODES
Bauzinho
CD TUDO PARA MIM
Nova Igreja Music
EP MERGULHAR NO TEU AMOR
2017
- Débora Schmidt DVD + CD DÉBORA TEEN
- Fernanda Brum CD SOM DA MINHA VIDA
- Kelly Benigno CD É SÓ CRER
- Edher Henrique EP REINA
- Thiago Godoi CD NADA TIRA O MEU OLHAR
- Sarah Beatriz CD BASTA ACREDITAR
- Tiago Peres CD DIANTE DA TUA GLÓRIA
- Rafael Bitencourt CD DEUS DE NOVOS COMEÇOS
- Bro Soar EP PRESENTE DE DEUS
- 2016
- Dilson e Débora CD E DVD SOMOS UM
- Chris Durán CD ELOIM
- Graciele Farias CD PERTO DE TI
- Emerson Pinheiro CD CARPINTEIRO
- Geisianne EP MEU DEFENSOR
- Sarah Nascimento EP REINA SOBRE NÓS
- Fabi CD ISSO É QUE É VIVER
- Camila Koppe EP Por Uma Vida Mais Leve
- Gálbano CD GÁLBANO
- Erthal CD SOUND OF GENERATION

2015
- Nova Igreja Music CD E DVD SEMPRE AO MEU LADO
- Fernanda Brum CD DA ETERNIDADE AO VIVO
- Milton Neto CD CÉU
- Reino Relevante EP DESESPERA-NOS
- Identidade EP AINDA EM TEMPO
- Lucas Santos EP NADA SE COMPARA A TI
- Daniel Nascimento EP UM AMOR ALÉM DOS CÉUS
- Nooma EP NOOMA
- Santo Altar EP MORADA
- Igreja Batista Atitude CD NADA TEMEREI AO VIVO
- Jairo Bonfim CD CONFIANÇA
- Vários Artistas CD AMO VOCÊ VL 21
- 4por1 CD DEIXA O CÉU DESCER
- 2014
- Anderson Freire CD e DVD Anderson Freire Ao Vivo
- Regis Danese CD Profetizo
- Geraldo Guimarães CD Céus Abertos
- Nova Music EP Tu És Tudo Em Mim
- Jozyanne CD Esperança
- Vários Artistas CD O Natal De Todos Nós
- Ministérios Nova Jerusalém CD Agora Sonho
- Nova Music CD Solo Da Graça
- Vários Artistas CD Mãe Eu Te Amo
- Fernanda Brum DVD Liberta-me

2013
- 4POR1 CD Nada É Impossível
- Mariana Valadão CD Santo
- Raphael Lucas CD Tudo Que Há De Bom Em Mim
- Arianne CD A Música Da Minha Vida
- Regis Danese CD A Glória É Do Senhor
- Léa Mendonça CD Profetizando Vida
- Lilian Lopes CD Vento De Adoração
- Rachel Malafaia CD De Fé Em Fé
- Damares CD O Maior Troféu
- Vários Artistas CD Amo Você Vl. 19
- Pamela Suellen CD Sobrenatural
- Andrea Fontes CD Diploma De Vencedor
- Jairo Bonfim CD Eu Clamei
- Bené Gomes CD Um Lugar Mais Alto
- Jota Kienen CD Luz
- 2012
- Kléber Lucas CD Profeta da Esperança Ao Vivo
- Eyshila CD Jesus, O Brasil Te Adora
- Carlinhos Félix CD Lindo Senhor Ao Vivo
- Fernanda Brum CD Liberta-me
- Chris Duran CD Entrega
- Gezi Monteiro CD Espírito Santo
- Davi Sacer CD Nas Margens do Teu Rio
- Geraldo Guimarães CD Maravilhosa Graça
- Vários Artistas CD Mãe Eu Te Amo
- Voices CD Para Sempre
- Beno César CD Um Mundo Melhor
- BANDA ZOE CD A Vida Que Eu Quero
- 2011
- Duda Andrade CD Instrumental Project
- Ministério Apascentar de Nova Iguaçu CD Ao Deus Das Causas Impossíveis
- Eyshila CD Sonhos Não Tem Fim
- Regis Danese CD Tudo Novo
- Fernanda Brum CD e DVD Glória in Rio
- Davi Sacer CD e DVD No Caminho do Milagre
- Bruna Karla CD e DVD Advogado Fiel
- Kléber Lucas CD O Nosso Deus é Fiel
- Maria Pugliese CD Tudo Novo
- Ary Maia CD Lugar de Descanso
- Dayana Trindade CD A Prova da Fé
- Jozyanne DVD Herança
- Jill Viegas CD Majestade
- Vários Artistas CD Românticos
- Vários Artistas CD Amo Você Vl. 17
- 2010
- 4por1 CD Uma Voz
- Fernanda Brum CD Glória
- Regis Danese CD Família
- Emerson Pinheiro CD Adorarei ao Vivo
- AtituD CD Minha História
- Matt Ferreira CD Here I Am
- Jozyanne CD Herança
- Arianne CD Tempo de Voltar
- Betânia Lima CD Vivo Pra Ti
- Beatriz CD Você é Uma Benção
- Vários Artistas CD Amo Você Vl. 16  2009  4por1 CD Hoje
- Fernanda Brum DVD Cura-me Ao Vivo
- Kléber Lucas DVD Comunhão para Aqueles que Te Amam
- Davi Sacer CD Deus Não Falhará
- Eyshila CD Nada Pode Calar Um Adorador
- Arianne CD Por me Amar
- Davi Fernandes CD Som de Davi
- Vários Artistas CD Amo Você Vl. 15
- Mara Maravilha CD e DVD Novo Coração
- 2008
- 4por1 CD Enquanto Houver Fôlego
- Fernanda Brum CD Cura-me
- Regis Danese CD Compromisso
- Voices CD Natal
- Fernanda Brum e Eyshila CD Amigas
- Emerson Pinheiro CD Eu Estava Lá
- Jozyanne CD Eu Tenho a Promessa
- Vários Artistas CD Amo Você Vl. 14
- 2007
- Fernanda Brum DVD Profetizando as Nações Ao Vivo
- Alda Célia DVD Explosão de Louvor
- Voices CD Sobreviverei
- Marina de Oliveira CD e DVD Meu Silêncio
- Davi Fernandes CD Jardim em Chamas
- Igreja Batista Nova Ebenézer CD Uma Fonte a Jorrar
- Vários Artistas CD Amo Você Vl. 13
- 2006
- 4por1 CD Um Chamado
- Fernanda Brum CD Profetizando As Nações
- Alda Célia CD Posso Ir Além
- Pamela CD Sal e Luz
- Voices DVD Voices Acústico & Ao Vivo
- Vários Artistas CD Amo Você Vl. 12
- Régis Danese CD O Melhor Que Eu Tenho
- Davi Fernandes CD Som da Noiva
- Alex e Alex CD Pra Glória do Teu Nome
- Giselle di Mene CD Bem Aventurados
- Ellas CD Quem Ora Não Erra
- Liz Lanne CD Talita Cumi

- 2005

4por1- 
CD De Volta à Inocência
Kléber Lucas -
CD Casa de Davi Casa de Oração
Aline Barros -
CD Aline Barros & Cia
Bruna Karla -
CD Vento do Espírito
Eyshila -
CD Terremoto
Voices -
CD Acústico
Giselle di Mene -
CD Adoradores
Comunidade Vida Cristã da Barra da Tijuca -
CD Como a Fé de Abraão
Vários Artistas -
CD Amo Você Vl. 11
- 2004
- Fernanda Brum - DVD Apenas Um Toque O Evento
  - Fernanda Brum - CD Apenas Um Toque
  - Alda Célia - CD Jardim Secreto da Adoração
  - PG - CD Adoração
  - Marquinhos Gomes — CD Presença de Deus
  - Vários Artistas - DVD Canta Zona Sul
  - Vários Artistas - CD Amo Você Vl. 10
  - Régis Danese CD O Meu Deus é Forte
  - Liz Lanne CD Perfume Suave

- 2003

–Vários Artistas
- CD Amo Você Vl. 9